# W dolinie Elah
W dolinie Elah (ang. In the Valley of Elah) – amerykański film z 2007 roku, nominowany do Nagrody Akademii Filmowej. Napisany i wyreżyserowany przez Paula Haggisa. W głównych rolach wystąpili Tommy Lee Jones, Charlize Theron i Susan Sarandon.

## Opis filmu
Hank Deerfield (Tommy Lee Jones), weteran wojenny który rozpoczyna na własną rękę śledztwo w sprawie zaginięcia swojego syna Mike’a. Wojsko stwierdza dezercję, lecz Deerfield znajduje dowody na jego zamordowanie.

## Główne role
- Tommy Lee Jones – Hank Deerfield
- Charlize Theron – Detektyw Emily Sanders
- Jason Patric – Porucznik Kirklander
- Susan Sarandon – Joan Deerfield
- James Franco – Sierżant Dan Carnelli
- Barry Corbin – Arnold Bickman
- Josh Brolin – Komendant Buchwald
- Frances Fisher – Evie

## Nagrody i nominacje
Oscary za rok 2007
- Najlepszy aktor – Tommy Lee Jones (nominacja)

Nagroda Satelita 2007
- Najlepszy aktor dramatyczny – Tommy Lee Jones (nominacja)